# Erki Nool
Erki Nool (* 25. června 1970, Võru, Estonská sovětská socialistická republika) je bývalý estonský desetibojař, olympijský vítěz z Letních olympijských her 2000 v Sydney. Je také mistrem Evropy z roku 1998 a halovým mistrem Evropy z roku 1996 v sedmiboji. Po skončení aktivní atletické dráhy byl v roce 2007 zvolen do estonského parlamentu.

## Osobní rekordy
- Desetiboj 8815 bodů
  - 100 m 10,34 s
  - Dálka 822 cm
  - Koule 15,11 m
  - Výška 205 cm
  - 400 m 46,23 s
  - 110 m př. 14,37 s
  - Disk 45,28 m
  - Tyč 560 cm
  - Oštěp 71,91 m
  - 1500 m 4:29,48 min

Součet osobních rekordů v desetiboji by činil: 9240 bodů